# شهرستان آلکونا (میشیگان)
شهرستان آلکونا، میشیگان (به انگلیسی: Alcona County, Michigan) یک سکونتگاه مسکونی در ایالات متحده آمریکا است که در میشیگان واقع شده‌است.